# Överfurir
Överfurir (förkortning: öfu) är en militär grad i den svenska försvarsmakten. Den infördes 1942 som högsta grad för underbefäl vid flygvapnet och 1944 som högsta grad för underbefäl vid armén och kustartilleriet. I flottan motsvarades graden av högbåtsman, som 1944 blev likställd med överfurir. Från 1972 var överfuriren högsta gruppbefälsgrad. Den tilldelades från 1983 endast värnpliktigt befäl och utnämningar slutade ske 1991, men undantag har skett i samband med utlandstjänstgöring under 1990-talet och 2000-talet. Med 2009 års befälssystem försvann graden helt. Överfurir återinfördes den 1 oktober 2019 då Försvarsmakten införde 2019 års gradsystem.

## Etymologi
Ordet furir kommer från franskans fourrier, "den som utfodrar", från feurre, halm. Verbet furera från 1500/1600-talet innebär att man sörjer för inkvartering, ofta genom att resa i förväg för att ordna logi åt någon (jämför: hovfurir). Har även benämnts förridare. Furiren som underofficer biträddes av så kallade furirskyttar, hämtat från äldre tyskans furierschütze. Prefixet över- påvisar att denne är överställd furiren.

## Gradbeteckning
Sedan dess införande 1942 till och med dess avveckling 2009 har överfurirens gradbeteckning symboliserats av fyra stolpar. De fyra stolparna är ej att förväxlas med dagens (efter 2009) grad menig 1.klass år 7.

## Återinförande 2019
Den 1 oktober 2019 återinfördes graden i det svenska systemet. Graden markerar en soldat eller sjöman i befälsroll och med en särskild ställning. Graden utgörs av fyra vinklar.

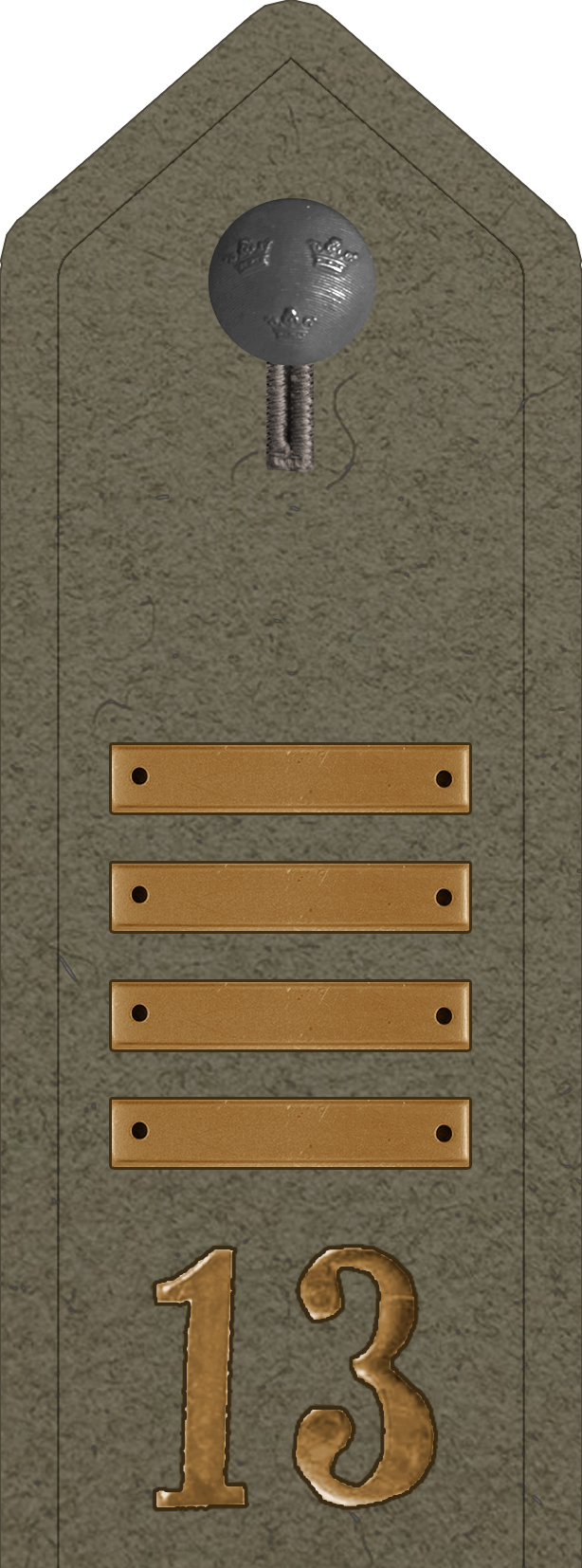
Uniform m/1939
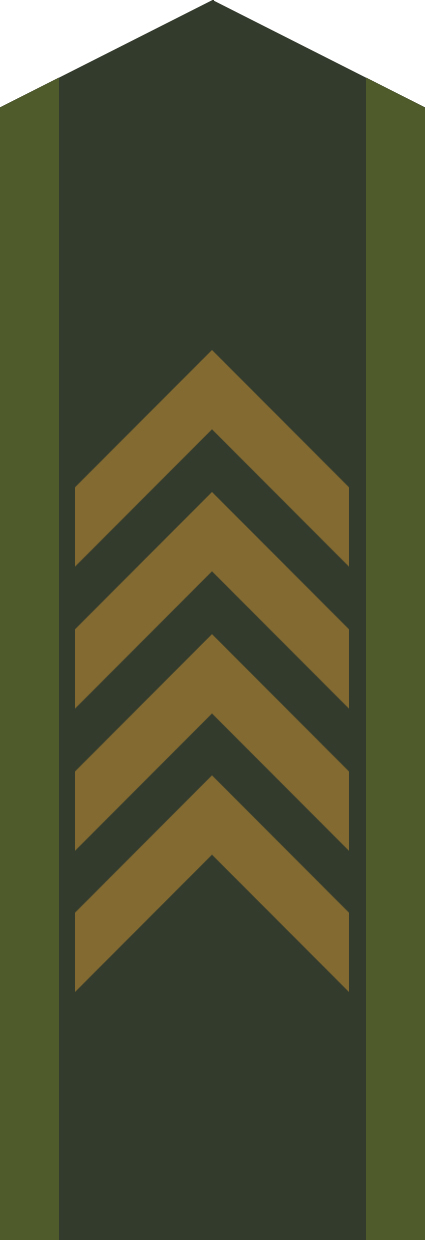
Överfurir, Armén
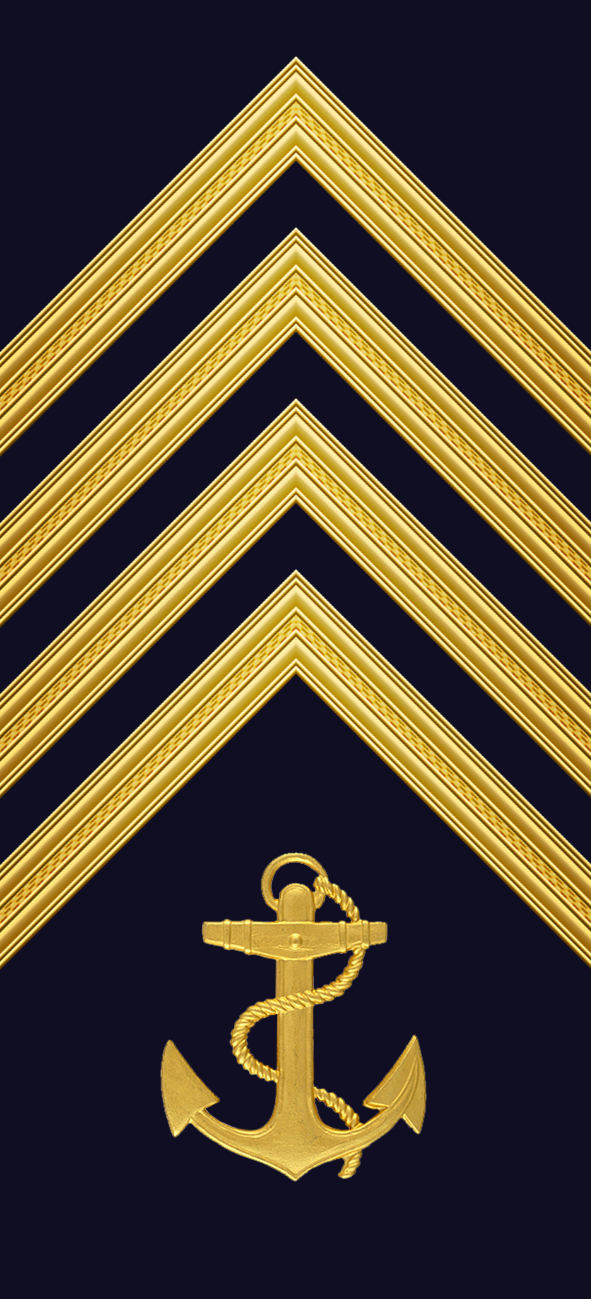
Överfurir, Flottan
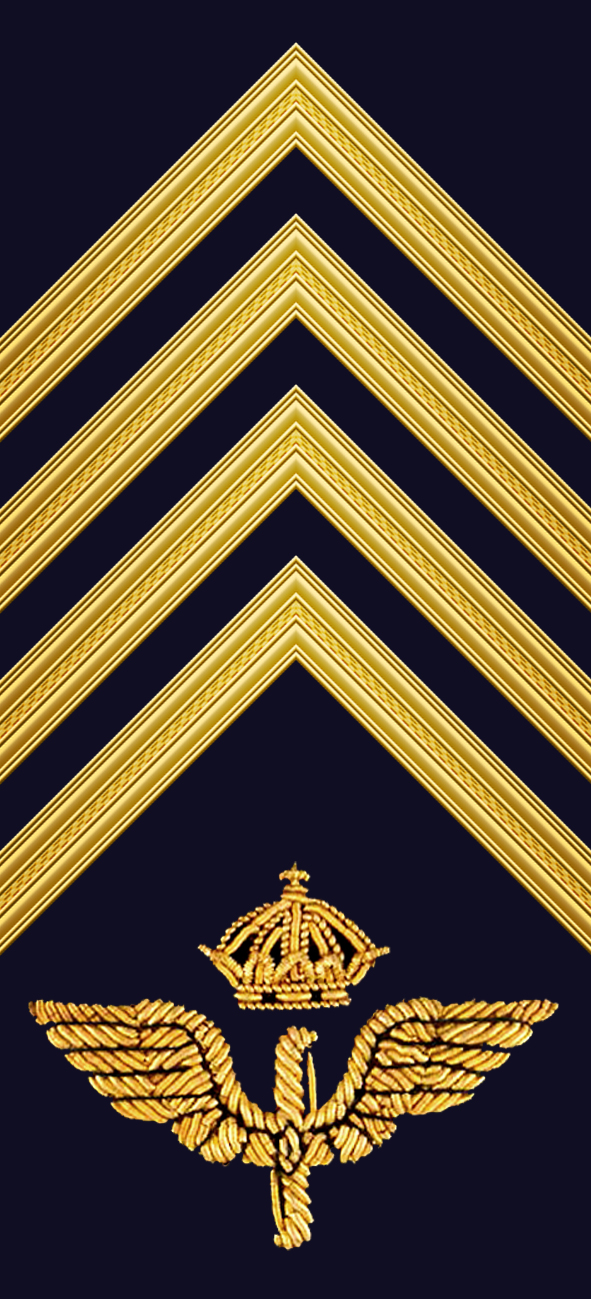
Överfurir, Flygvapnet
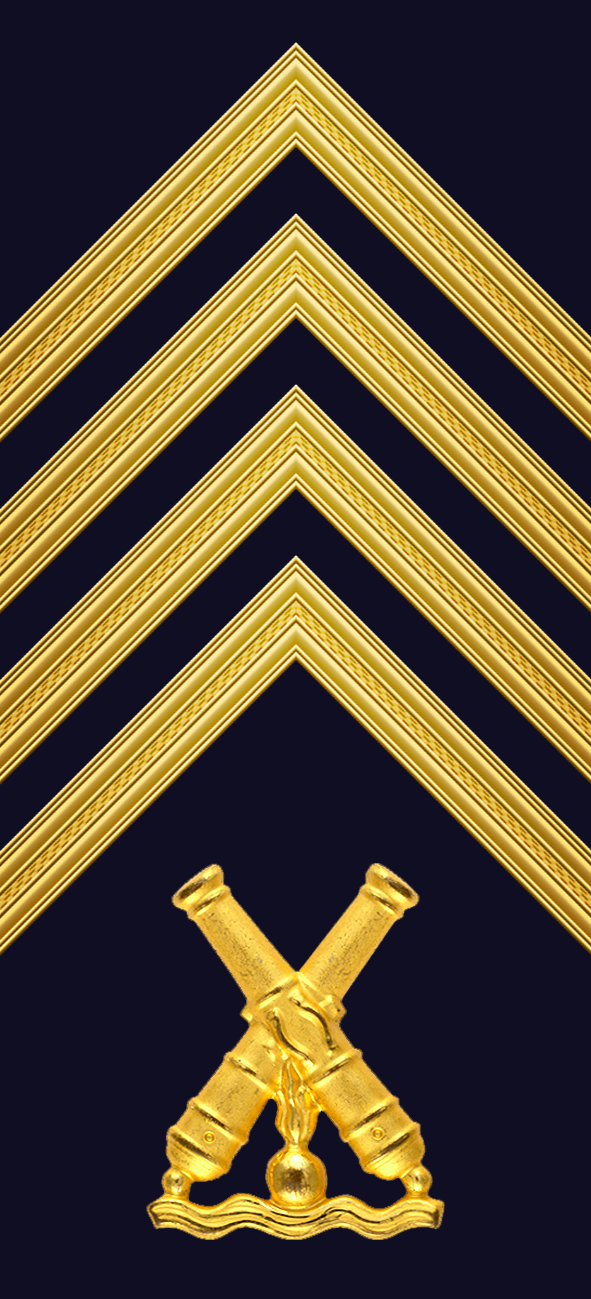
Överfurir, Amfibiekåren

## Mössmärke

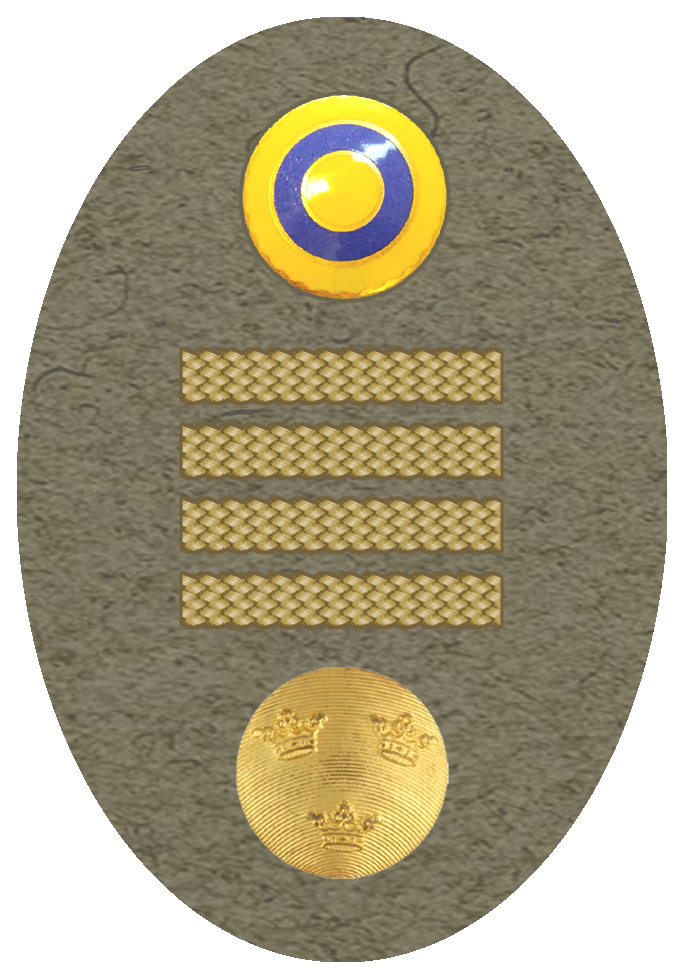
Mössmärke m/1946-52
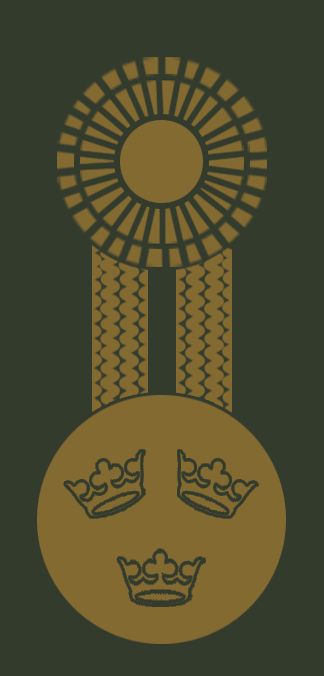
Agraff (fältmössa)